# زوترو
زوترو (به انگلیسی: Zotero) یکی از نرم‌افزارهای محبوب استناددهی است که به کمک آن می‌توان به مدیریت منابع اطلاعاتی و استناددهی پرداخت. زوترو توانایی انجام همهٔ فعالیت‌های نرم‌افزارهای حرفه‌ای مدیریت اطلاعات را دارد و افزون بر آن مزیت‌های دیگری هم دارد که آن را در رقابت با سایر نرم‌افزارهای مشابه جلو انداخته است. یکی از مهم‌ترین رقیبان زوترو، نرم‌افزار اندنوت (Endnote) است.

## ریشه‌شناسی
نام «زوترو» از فعل آلبانیایی zotëroj به معنای «مهارت یافتن» گرفته شده است.

## مقایسه زوترو با نرم‌افزارهای مشابه
یکی از مهم‌ترین رقیبان زوترو نرم‌افزار اندنوت (Endnote) است. زوترو توانایی انجام همهٔ فعالیت‌های نرم‌افزارهای حرفه‌ای مدیریت اطلاعات را دارد و افزون بر آن مزیت‌های دیگری هم دارد که آن را در رقابت با سایر نرم‌افزارهای مشابه جلو انداخته است. برخی از این موارد به شرح زیر است:
- رایگان است.
- متن کامل مقاله‌ها را جستجو و نمایه‌سازی می‌کند به‌نحوی که بعد می‌توان به سادگی آن را فراخوانی کرد.
- هر مدخل را با کلیدواژه‌هایی مشخص می‌کند.
- هر مدخل را با پیوست‌هایی همراه می‌کند.
- با زوترو می‌توان برای هر مدخل یادداشت‌های شخصی گذاشت.
- با نرم‌افزارهای واژه‌پرداز مایکروسافت و اوپن آفیس همخوانی داشته و برای هر یک افزونه‌هایی دارد.
- با پایگاه‌های اینترنتی همچون آمازون، ویکی‌پیدیا، یوتیوب، نیویورک‌تایمز و حتی فلیکر همخوانی دارد و می‌تواند اطلاعات موجود در این سایت‌ها را به‌صورت مدخل‌های مرجع‌شناسی استخراج کند
- با پژوهشیار گوگل همخوانی زیادی دارد، به نحوی که می‌توان اطلاعات کتابشناختی همهٔ موارد یافته شده و حتی فایل‌های ضمیمهٔ همهٔ موارد پیدا شده را در زوترو ضبط کرد.
- در نسخه‌های جدید، کل کتابخانه شما را در یک پایگاه ثبت می‌کند و به این ترتیب می‌توانید از منزل، کتابخانه، محل کار یا هر جای دیگری به کتابخانه خود دسترسی داشته باشید.